# Ameiva aggerecusans
Espèce
Ameiva aggerecusans est une espèce de sauriens de la famille des Teiidae.

## Répartition
Cette espèce est endémique du Nord du Pérou.

## Publication originale
- Koch, Venegas, Rödder, Flecks & Böhme, 2013 : Two new endemic species of Ameiva (Squamata: Teiidae) from the dry forest of northwestern Peru and additional information on Ameiva concolor Ruthven, 1924. Zootaxa, no 3745 (2), p. 263–295.